# Chaim Gwati

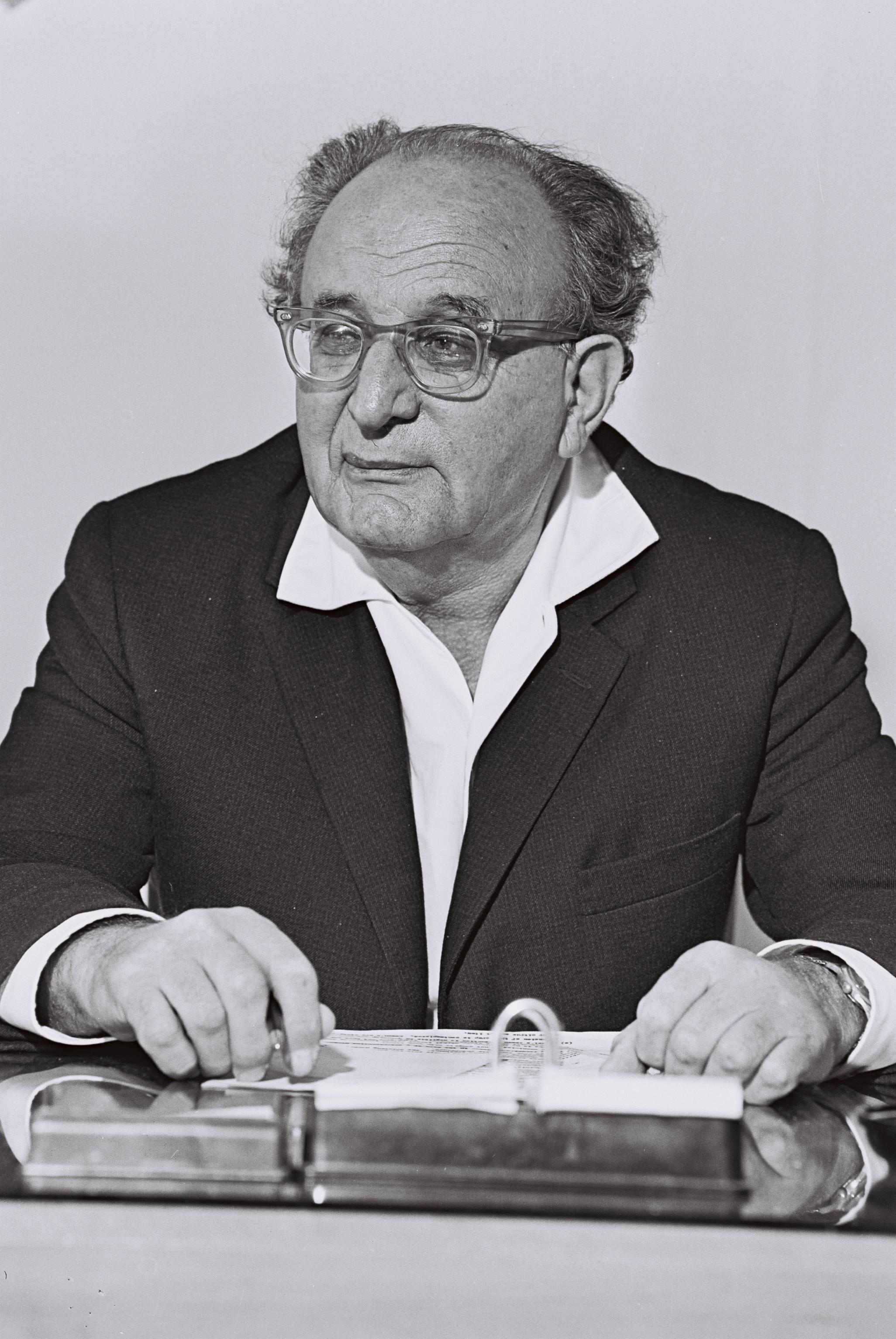
Chaim Gwati

Chaim Gwati (hebräisch חַיִּים גְּבָתי Chajjīm Gvatī; * 29. Januar 1901 in Pinsk; † 19. Oktober 1990) war ein israelischer Politiker.
Er war vom 9. November 1964 bis 3. Juni 1974 israelischer Landwirtschaftsminister, vom 22. Dezember 1969 bis 27. Juli 1970 Gesundheitsminister und vom 1. September 1970 bis 10. März 1974 Entwicklungsminister.

## Ehrungen
1982 erhielt Gwati den Israel-Preis für seinen Beitrag für Staat und Gesellschaft.